# Groników Staw
Groników Staw – niewielki stawek na Pogórzu Gubałowskim. Znajduje się on na północnym zboczu Palenicy Kościeliskiej. Położony jest na wysokości ok. 1105 m n.p.m.